# Sol Hurok

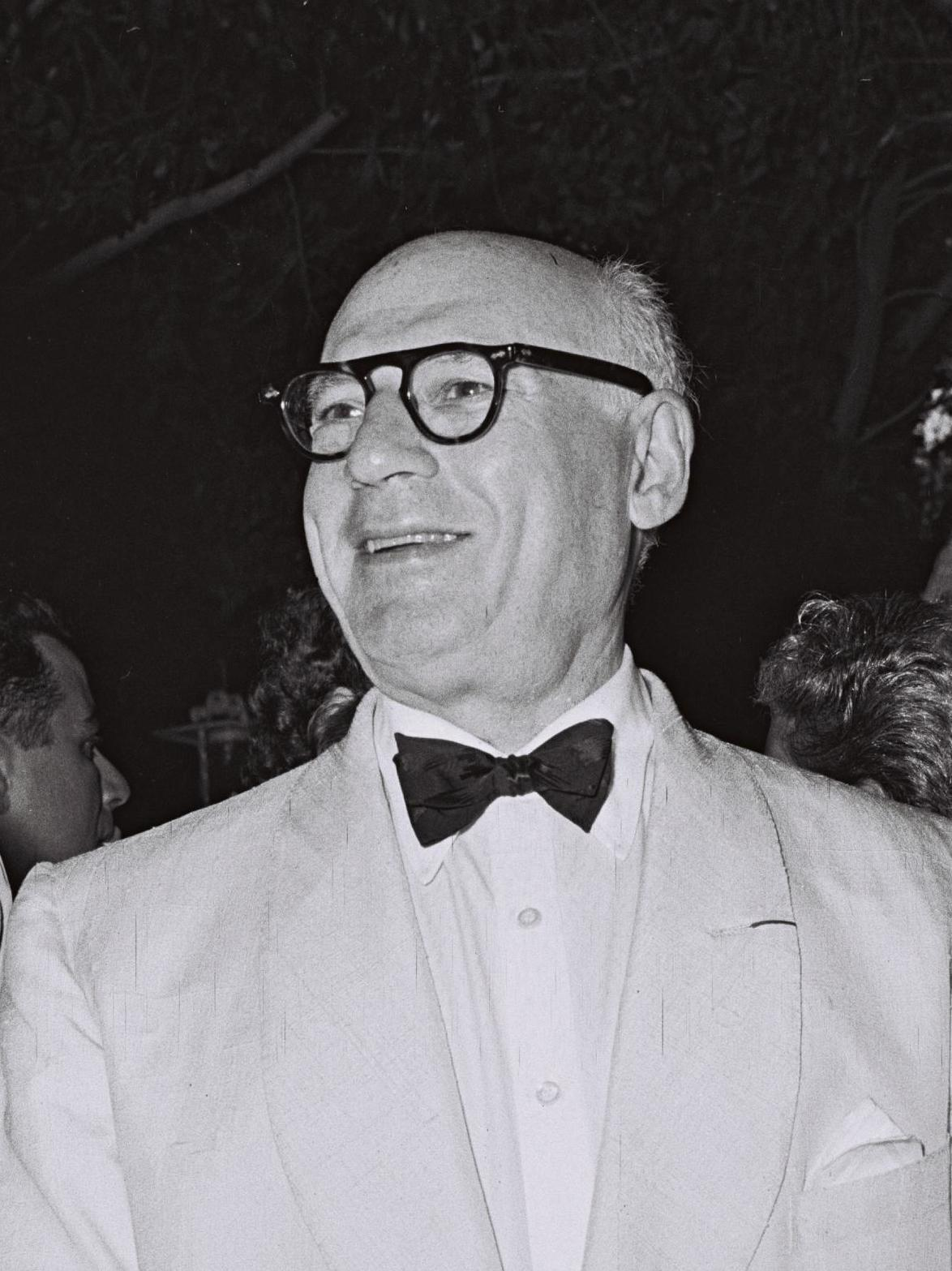
Sol Hurok, 1954

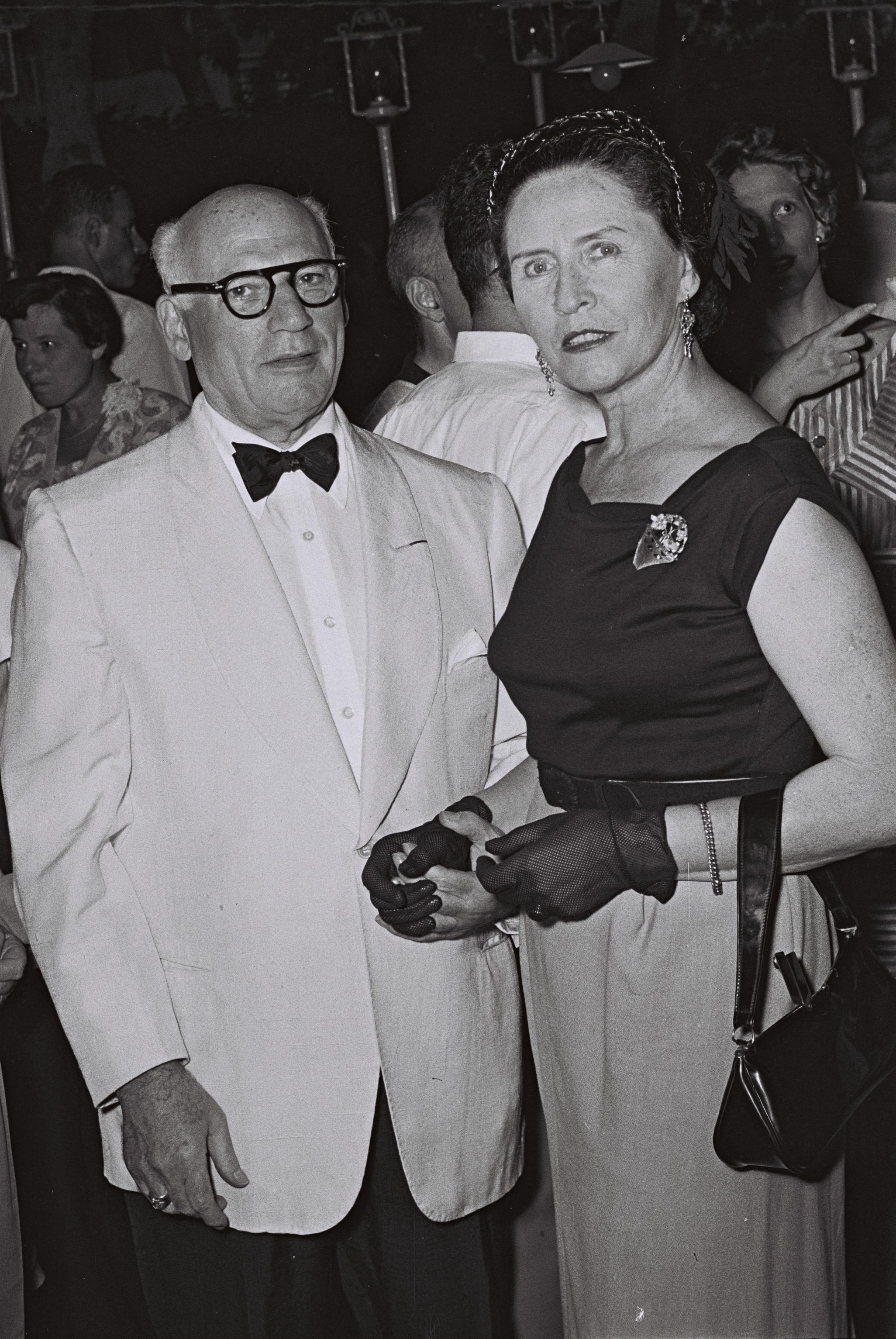
Hurok mit Schauspielerin Hanna Rovina, 1954

Sol Hurok (Solomon Israilevich Hurok; geb. russisch Соломон Израилевич Гурков Solomon Israilewitsch Gurkow; geb. 9. April 1888 in Pogar, Gouvernement Tschernigow, Russisches Kaiserreich; gest. 5. März 1974 in New York) war ein ukrainisch-amerikanischer Konzertveranstalter und Manager für klassische Musik in den USA.

## Biografie
Hurok wurde 1888 in der Ortschaft Pogar in der heutigen Oblast Brjansk in einer jüdischen Familie geboren. Er emigrierte 1906 in die USA und wurde 1914 amerikanischer Staatsbürger.
1935 stellte Arthur Rubinstein Hurok der Sängerin Marian Anderson vor, die im weiteren Verlauf Hurok während ihrer ganzen Karriere als Manager engagierte. Gemeinsam mit Walter Francis White, dem Vorsitzenden der Bürgerrechtsorganisation NAACP, und der First Lady Eleanor Roosevelt überzeugte er US-Innenminister Harold L. Ickes, Anderson am Osterkonzert vor dem Lincoln Memorial am 9. April 1939 auftreten zu lassen.
Nach Bemühungen während 35 Jahren gelang es ihm 1959, das Bolschoi-Ballett aus Moskau für eine achtwöchige Tournee in die USA zu holen. 1962, auf dem Höhepunkt der Kubakrise, brachte er das Bolschoi-Ballett ein weiteres Mal in die USA. 1969 holte er das Stuttgarter Ballett zu dessen erstem Gastspiel an die Metropolitan Opera nach New York.
Das First Moog-Quartett war das erste Ensemble, das elektronische Musik in der Carnegie Hall vorführte. Es wurde 1970 auf die Bitte von Hurok gegründet, um Moog-Synthesizer in einem Live-Konzert zu hören.

## Betreute Künstler
- Artur Rubinstein[5]
- Isadora Duncan[2]
- Marian Anderson[2]
- Rudolf Nurejew[2]